# Notocirrus virginis
Notocirrus virginis är en ringmaskart som först beskrevs av Johan Gustaf Hjalmar Kinberg 1865.  Notocirrus virginis ingår i släktet Notocirrus och familjen Oenonidae. Inga underarter finns listade i Catalogue of Life.